# エレン・チャーチ
エレン・チャーチ（Ellen Church 、1904年9月22日-1965年8月22日）は史上初の旅客機の女性客室乗務員である。

## 経歴
エレン・チャーチはアイオワ州ハワード郡クレスコ生まれで、ミネソタ大学で看護を学んだ看護師であり パイロットでもあった。
ボーイング・エア・トランスポート（ユナイテッド航空の前身）は、チャーチが望んだパイロットとしては採用しなかったものの、乗客の飛行恐怖をやわらげるのに看護師が有効というチャーチの提案を受け入れた。チャーチは、客室の女性乗務員という存在が、飛行機に乗ることが安全であるという一般の人々の認識につながると信じていた。
同僚の看護師7人と採用されその主任となった。1930年5月15日にサンフランシスコ～シャイアン便でボーイング80Aに初搭乗した。後年この8人は「オリジナル・エイト」と呼ばれた。 
チャーチは自動車事故によって2年ほどで看護師に戻った。第二次世界大戦中、救護用飛行機に乗り込む看護師(en:Flight nurse)として陸軍看護軍団とともに務めたことで航空章(en:Air Medal)を授与した。
その後インディアナ州テレホートに引っ越し、ユニオン病院の看護監督となった。
1964年にテレホート第一国立銀行の頭取であるレオナルド・ブリッグス・マーシャル（Leonard Briggs Marshall ）と結婚するが、翌年に乗馬事故の負傷がもとで亡くなった。
チャーチの栄誉をたたえ、故郷クレスコの公営飛行場はエレン・チャーチ飛行場（空港コード:CJJ,KCJJ）と名付けられた。